# Georg von Serbien

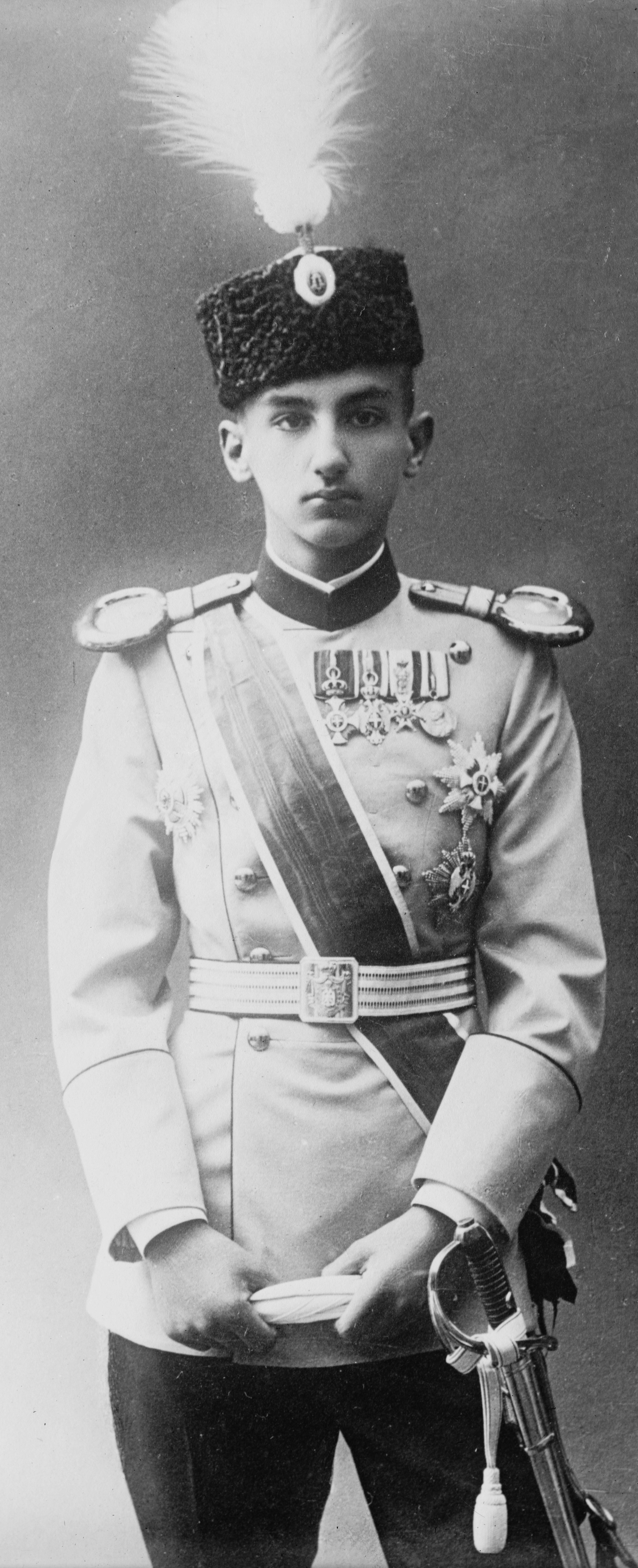
Kronprinz Đorđe (1909)

Georg Karađorđević von Serbien (serbisch-kyrillisch Đorđe Karađorđević; * 27. August 1887 in Cetinje, Montenegro; † 17. Oktober 1972 in Belgrad, Jugoslawien) war von 1903 bis 1909 Kronprinz von Serbien.

## Leben
Georg war der älteste Sohn des späteren Königs Peter I. von Serbien (1844–1921) und seiner Gattin Prinzessin Ljubica „Zorka“ von Montenegro (1864–1890), Tochter von König Nikola I. von Montenegro und Milena Vukotić.
Bis zum Tod seiner Mutter wurde er am Hof seines Großvaters erzogen und nach 1890 wuchs er zunächst in Genf und später in Russland bei seinen Tanten, den Großfürstinnen Militza und Anastasia, auf. Er studierte an der Kadetten-Schule in Sankt Petersburg. Nach der Ermordung des serbischen Königs Aleksandar Obrenović im Jahre 1903 durch liberale Offiziere unter Dragutin Dimitrijević entschied sich die serbische Nationalversammlung unter dem Einfluss der Radikalen Volkspartei des Nikola Pašić, seinen Vater aus dessen Exil in Genf zurückzuholen und zum König von Serbien zu proklamieren. Nun als Kronprinz kehrte er zu seinem Vater nach Serbien zurück.
Kronprinz Georg gehörte einem aggressiven Offizierskreis an, dessen Wortführer er war. Bei einem Saufgelage mit seinen Freunden trat er bei einem Wutanfall seinen Diener Stevan Kolaković so schwer, dass dieser an den Folgen starb. 1909 wurde er für geisteskrank erklärt und seiner Thronfolgerechte zugunsten seines jüngeren Bruders Alexander (1888–1934) enthoben.
Prinz Georg nahm an den Balkankriegen und am Ersten Weltkrieg teil, wo er in der Schlacht an der Drina in der Nähe von Krupanj 1914 schwer verwundet wurde. Nach dem Tod seines Vaters († 1921) und der Krönung von Alexander stieg die Feindschaft zwischen den Brüdern an. 1925 wurde er in eine Anstalt für Geisteskranke in der Nähe von Niš eingeliefert. Nach dem Tod seines Bruders im Jahre 1934 hoffte Prinz Georg, dass das neue Regime ihn befreien würde. Stattdessen kam er ins Gefängnis und wurde 1941 von den Deutschen befreit. Nach dem Zweiten Weltkrieg wurde seine Familie des Landes verwiesen, nur ihm selbst erlaubten die Kommunisten, weiterhin in Belgrad zu leben. Später heiratete er Radmila Radonjić, doch die Ehe blieb kinderlos.
Prinz Georg von Serbien starb am 17. Oktober 1972 in Belgrad und wurde in der Familienkrypta der Karađorđević in der St. Georgs-Kirche auf dem Oplenac begraben, wo auch seine Frau liegt.

## Werke
- Istina o mome životu [Die Wahrheit über mein Leben]. Prosvete, Belgrad 1969 (serbisch, Autobiografie).

| Personendaten    | Personendaten                  |
| ---------------- | ------------------------------ |
| NAME             | Georg von Serbien              |
| ALTERNATIVNAMEN  | Georg Karađorđević von Serbien |
| KURZBESCHREIBUNG | Kronprinz von Serbien          |
| GEBURTSDATUM     | 27. August 1887                |
| GEBURTSORT       | Cetinje, Montenegro            |
| STERBEDATUM      | 17. Oktober 1972               |
| STERBEORT        | Belgrad, Jugoslawien           |